# Holotrichia barbigera
Holotrichia barbigera är en skalbaggsart som beskrevs av Brenske 1893. Holotrichia barbigera ingår i släktet Holotrichia och familjen Melolonthidae. Inga underarter finns listade i Catalogue of Life.